# Blatno (Chomutov)
Blatno (in tedesco Platten) è un comune della Repubblica Ceca facente parte del distretto di Chomutov, nella regione di Ústí nad Labem.